# Janie's Got a Gun
Singles de Aerosmith
F.I.N.E.
(1989) What it Takes
(1990)
Janie's Got a Gun est une chanson du groupe de hard rock américain Aerosmith et fut écrite et composée par Steven Tyler et Tom Hamilton. Elle est sortie en second single de Pump en 1989. Elle culmina à la 4e place au Billboard Hot 100 in 1990, et également à la 2e au Mainstream Rock Tracks chart. La chanson a aussi culminé à la 1re en Australie, leur premier single n°1 là-bas, et un des deux singles n°1 pour le groupe dans ce pays.

## Structure de la chanson
Sur l'album, "Janie's Got a Gun" est précédé d'une introduction instrumentale de 10 secondes appelée "Water Song", qui présente le travail de l'instrumentiste Randy Raine-Reusch, qui utilise un harmonica de verre, un gong ainsi que des rhombes pour produire les effets spéciaux entendus au début de la chanson.

## Contexte et écriture
Tyler a proposé le riff principal en utilisant un réglage de tonalité grave sur un clavier. Hamilton a créé la ligne de basse. Les guitares et les parties de batterie ont été configurées plus tard et Tyler a écrit les paroles. Le solo de guitare de Joe Perry est accompagné du riff principal et des ajouts rythmiques. La chanson utilise également le patch d'instrument Slap Bass du synthétiseur Korg M1. Dans une interview de 1994 avec Rolling Stone, Tyler décrit l'origine de la chanson :
"J'ai écrit la chanson dans mon sous-sol, juste pour déconner. "Oh, Janie a une arme à feu." J'ai la chair de poule. Je suis resté assis pendant des mois, attendant que la porte de l'oracle s'ouvre. Puis j'ai regardé un magazine Time et j'ai vu cet article sur 48 heures, minute par minute, de décès par arme de poing aux États-Unis. Ensuite, je suis tombé sur l'angle de la maltraitance des enfants. J'avais entendu cette femme parler du nombre d'enfants qui sont attaqués par leurs mères et/ou leurs pères. C'était vraiment effrayant. Je me suis dit, mec, je dois chanter à ce sujet".
Le chanteur a déclaré : "Je me suis vraiment mis en colère que personne ne rende hommage à ceux et celles qui ont été maltraités par maman et papa." La phrase "Il a branlé un petit bébé" était à l'origine "Il a violé un petit bébé", mais Le directeur de Geffen Records A&R, John Kalodner, a fait valoir que le groupe devrait le changer, expliquant qu'il estimait que la chanson avait le potentiel d'être un succès et qu'il était certain qu'elle ne serait pas diffusée à la radio commerciale avec le mot "viol" dedans. Tyler chante souvent la ligne originale lorsqu'il al joue en concert. De plus, la ligne "... et lui a mis une balle dans la tête" a été remplacée par "... elle l'a laissé sous une pluie battante" pour la version radio.